# Саксонски бряг
Саксонският бряг (на латински: Litus Saxonicum; на английски: Saxon Shore) e военен окръг в късната история на Римската империя, състоящ се от серия укрепления и от двете страни на Ла Манша. Създаден е в края на III век и е ръководен от „графа на Саксонския бряг“. В края на IV век неговите функции се ограничават до остров Британия, докато укрепленията в Галия стават отделен окръг. Няколко форта от Саксонския бряг са оцелели до днес по източните и югоизточните брегове на Англия.